# Konsolidacja (geologia)
Konsolidacja w geologii ma kilka bliskich znaczeń, różniących się jednak charakterystyką, szczególnie jeśli dotyczy różnych obiektów (gruntów, skał).
- konsolidacja w mechanice gruntów, rozumiana jako proces zagęszczania gruntu, często bez zmiany istotnych właściwości makroskopowych
- konsolidacja jako lityfikacja[1] – istotne przekształcanie gruntów/skał
- konsolidacja niekiedy rozumiana jako krzepnięcie[1] (np. magmy)
- konsolidacja w ujęciu globalnym może też być rozumiana jako usztywnienie jakiegoś odcinka skorupy ziemskiej[2] i jej ustabilizowanie po okresie fałdowania, magmatyzmu i metamorfizmu; może też dotyczyć mniejszych obszarów